# 2016年のドイツ
2016年のドイツ （2016ねんのドイツ）では、2016年のドイツに関する出来事について記述する。

## 予定

### 5月
- 5月26日-27日 - 日本三重県志摩市賢島で第42回先進国首脳会議。前回に引き続きロシアを除くG7の枠組みとするかは未定。ドイツからはアンゲラ・メルケル首相が出席予定。

### 9月
- 9月4日-5日 - 中華人民共和国浙江省杭州市で第11回20か国・地域首脳会合（G20）。ドイツからはアンゲラ・メルケル首相が出席予定。